# Макколи, Роберт
Роберт Макколи (англ. Robert N. McCauley; род. 1952) — американский религиовед. Доктор философии (1979), именной Университетский профессор-эмерит университета Эмори. Самая известная работа — книга Rethinking Religion (1990).
Окончил университет Западного Мичигана (бакалавр B.A. summa cum laude, 1974) и Чикагский университет (M.A., 1975). На кафедре философии последнего получил степень доктора философии с отличием. В 1979-83 ассистент-профессор University of Indianapolis. Затем в университете Эмори: ассистент-профессор до 1989, после чего ассоциированный профессор на постоянном контракте, а с 1997 профессор философии, именной Университетский (William Rand Kenan Jr. University Professor) с 2005 года. Ныне эмерит. В 1997-98 гг. президент Society for Philosophy and Psychology. Член-основатель International Association for the Cognitive Science of Religion.
Автор четырех книг, в частности «Rethinking Religion: Connecting Cognition and Culture» (1990) и «Why Religion is Natural and Science is Not» (Oxford University Press, 2011). В последней, опираясь на выводы когнитивной науки и эволюционной биологии он доказывает, что человеческий мозг по своей природе более приспособлен для религиозных убеждений, нежели для научного поиска. Тесно сотрудничал с E. Thomas Lawson.
Публиковался в New Scientist.